# Życie Warszawy

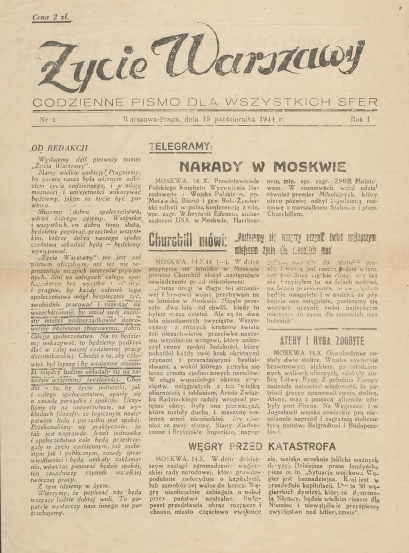
Titelseite von der ersten Nummer

Życie Warszawy (deutsch „Das Leben Warschaus“) ist eine in Warschau erscheinende polnische Tageszeitung.
Die Zeitung erschien zum ersten Mal am 15. Oktober 1944 auf Initiative der Polnischen Arbeiterpartei. 1945 bis 1951 wurde die Zeitung herausgegeben vom Genossenschafts-Verlag „Czytelnik“ und später von dem Genossenschaftlichen Arbeiter-Verlag RSW „Prasa Książka Ruch – dt.: Presse Buch Bewegung“. Życie Warszawy war, neben Trybuna Ludu, eine der wichtigsten Zeitschriften in der Volksrepublik Polen. In den Jahren 1970 bis 1981 lagen der Zeitung verschiedene Supplemente bei, unter ihnen „Życie i Nowoczesność“ – dt.: Leben und Moderne.
Chefredakteure waren unter anderen W. Borowski, Henryk Korotyński, Jerzy Wójcik, Ryszard Wojna, Kazimierz Wóycicki, Tomasz Wołek, Aleksander Chećko, Andrzej Bober, M. Zagórski, U. Surmacz-Imienińska, A. Załucki.
Nach 1991 war die Zeitung Gegenstand sich hinter den Kulissen abspielender Bieterwettbewerbe. Die Zeitung gelangte ins Eigentum des sardinischen Geschäftsmanns Nicola Grauso und später des Polen Zbigniew Jakubas. Gegenwärtig wird sie herausgegeben vom Unternehmen Dom Prasowy Sp. z o.o. (Pressehaus GmbH).
Im Jahr 2006 sollte das Blatt sich in ein Meinungs-Tageblatt wandeln. Nach Aufgabe des Projekts der Herausgabe einer neuen meinungsbildenden Zeitschrift (in der Folge des Erscheinens von Dziennik auf dem Markt) schlug sein Eigentümer Michał Sołowow eine neue Zusammensetzung der Redaktion vor, in der Paweł Lisicki Chefredakteur sein sollte mit einem Hauptstab aus den Publizisten Piotr Semka, Maciej Rybiński, Wojciech Wencel, Igor Janke sowie Paweł Bravo. Im März 2006 zogen diese sich aber von dem Projekt zurück.
Der Freitag-Ausgabe von Życie Warszawy liegen Regionalzeitungen bei, die in zehn Powiats der Woiwodschaft Masowien erscheinen. In ihnen gibt es einen Wochenüberblick lokaler Ereignisse. Es sind gegenwärtig Życie Garwolina, Życie (jeweils) Gostynina, Mińska (Mazowiecki), Otwocka, Płocka, Płońska, Radomskie, Siedleckie, Sierpca und Życie Sokołowa Podlaskiego.
Im Sommer 2007 verkaufte Sołowow die Zeitung an die Presspublica-Verlagsholding, ein Joint Venture zwischen dem britischen Investment-Fonds Mecom (51 %) und der zum polnischen Staatsschatz gehörenden PW Rzeczpospolita (49 %). Die Fachpresse spekulierte, dass die Übernahme der Zeitung durch Presspublica vor allem dem Wettbewerber Polska – The Times (erscheint in der Verlagsgruppe Polskapresse) einen geplanten Einstieg in den Warschauer Zeitungsmarkt erschweren sollte. Seit März 2008 erscheint Życie Warszawy als Supplement der Rzeczpospolita, was als Zeichen einer zukünftigen Einstellung als unabhängiger Titel gedeutet wird.